# دين ميلوفانوفيتش
دين ميلوفانوفيتش (بالإنجليزية: Dane Milovanović)‏ هو لاعب كرة قدم أسترالي في مركز الوسط، ولد في 2 ديسمبر 1989 في كانبرا في أستراليا. شارك مع منتخب أستراليا تحت 17 سنة لكرة القدم ومنتخب أستراليا تحت 20 سنة لكرة القدم ومنتخب أستراليا تحت 23 سنة لكرة القدم. أما مع النوادي، فقد لعب مع اديلاند كورباس ونادي جنوب ملبورن ونادي سون هي ونادي نيو راديانت.